# Яблонский, Дариуш (борец)
Дариуш Яблонский (род. 28 апреля 1973, Хелм) — польский борец греко-римского стиля, чемпион и призёр чемпионатов Европы, чемпион мира, участник трёх Олимпиад. Выступал в наилегчайшей (до 52 кг), легчайшей (до 54 кг) и полулёгкой (до 55 кг) весовых категориях.
На летних Олимпийских играх 1996 года в Атланте Яблонский уступил россиянину Самвелу Даниеляну, победил доминиканца Улиса Валентина, уступил украинцу Андрею Калашникову и южнокорейцу Ха Та-йону и занял 8-е место.
На следующей Олимпиаде 2000 года в Сиднее Яблонский проиграл южнокорейцу Симу Гвон Хо, казаху Ракымжану Асембекову и стал 19-м в итоговом протоколе.
На летней Олимпиаде 2004 года в Афинах поляк проиграл россиянину Гейдару Мамедалиеву, победил индийца Мукеша Хатри, что позволило ему занять лишь 15-ю строчку по итогам соревнований.

## Семья
Брат Пётр (1975) — борец греко-римского стиля, участник летних Олимпийских игр 1996 года.